# Phalascusa similis
Phalascusa similis is een insect uit de familie van de vlinderhaften (Ascalaphidae), die tot de orde netvleugeligen (Neuroptera) behoort. 
Phalascusa similis is voor het eerst wetenschappelijk beschreven door Van der Weele in 1909.